# Успенская церковь (Шуколово)
Успенская церковь — православный храм Яхромского благочиния Сергиево-Посадской епархии в селе Шуколово Дмитровского городского округа Московской области. Памятник архитектуры XVIII века федерального значения.

## История
В 1559 году в селе Шуколово Вышегородского стана упоминается церковь Успенская церковь Пречистой.
1627 годом датированы письменные упоминания о селе Шуколово, церкви в селе и Даниле Шокурове. Существуют предположения, что церковь в честь Успения Божией Матери, которая упоминается в окладных книгах за 1678 год, сгорела в годы Смуты. Есть данные, что по состоянию на 1678 год в селе была новая деревянная церковь. После того, как умер Федор Данилович Шокуров, владеть селом стал его сын, стольник Иван. В 1701 году была построена кирпичная Успенская церковь. Деньги на это выделил стольник И. Ф. Шокуров.
В 1762 году внук Ф. Д. Шокурова построил восьмигранную трехъярусную кирпичную колокольню в стиле московского барокко. В 1762 году она была надстроена ярусом резонатора звона и стала соединяться с церковью притвором.
В середине XIX века владельцем села Шуколово был Л. В. Молчанов. Он был зятем декабриста С. Г. Волконского.
В 1922 году из церкви были изъяты некоторые предметы.
В период 1928—1934 года в храме служил иеромонах Николай (Салтыков) из Николо-Пешношского монастыря Дмитровского уезда.
В 1930-х годах храм был разграблен и впоследствии закрыт, церковное кладбище было разорено. Здание храма использовалось в качестве зернохранилища и овощехранилища до 1960 года.
В 1992 году в храме вновь стали вестись богослужения, проведены противоаварийные работы, отреставрированы помещения.
5 сентября 2015 года епископ Серпуховский Роман освятил храм.
| - Успенская церковь в селе Шуколово - Успенская церковь |